# Klenčí pod Čerchovem
Klenčí pod Čerchovem (in tedesco Klentsch) è un comune mercato della Repubblica Ceca facente parte del distretto di Domažlice, nella regione di Plzeň.